# Jan de Natris
Johannes Daniel de Natris, detto Jan (Amsterdam, 13 novembre 1895 – Amsterdam, 16 settembre 1972), è stato un calciatore olandese.

## Carriera
A livello di club ha giocato per Ajax, Vitesse e De Spartaan.
Ha esordito con la Nazionale olandese il 5 aprile 1920 nel match contro la Danimarca, segnando anche un gol. In totale ha giocato 23 partite con la Nazionale, segnando 5 gol e partecipando alle Olimpiadi di Anversa 1920 e di Parigi 1924.

## Palmarès

### Club

#### Competizioni nazionali
- Campionato olandese: 2

Ajax: 1917-1918, 1918-1919
- Coppa dei Paesi Bassi: 1

Ajax: 1916-1917

### Nazionale
- Bronzo olimpico: 1

Anversa 1920